# المصرف المركزي الأفغاني
المصرف المركزي الأفغاني (الباشتو: د أفغانستان بانک؛ داري: بانک مرکزی أفغانستان) هو البنك المركزي لأفغانستان. وينظم جميع العمليات المصرفية ومعالجة الأموال في أفغانستان. للبنك حاليًا 47 فرعًا في جميع أنحاء البلاد، يوجد خمسة منها في كابول، حيث يقع المقر الرئيسي أيضًا. شاكر جلالي هو حاكمها الحالي، منذ 8 أكتوبر 2021.
المصرف المركزي الأفغاني هو بنك مملوك بالكامل للحكومة في أفغانستان والذي أنشئ في عام 1939.
ينشط في تطوير سياسات لتعزيز الإدماج المالي وعضو في التحالف من أجل التضمين المالي.

## المهام
المهام الأساسية لـلبنك هي:
- صياغة واعتماد وتنفيذ السياسة النقدية لأفغانستان.
- عقد وإدارة احتياطيات النقد الأجنبي الرسمية في أفغانستان.
- طباعة وإصدار الأوراق النقدية والعملات الأفغانية.
- العمل كمصرفي ومستشار، وكوكيل مالي للدولة.
- ترخيص، تنظيم والإشراف على البنوك وتجار الصرف الأجنبي ومقدمي خدمات المال ومشغلي نظام الدفع ومقدمي خدمات الأوراق المالية ومشغلي نظام تحويل الأوراق المالية.
- إنشاء وصيانة وتعزيز نظم سليمة وفعالة للمدفوعات، لتحويلات الأوراق المالية التي تصدرها الدولة أو DAB ، والمقاصة وتسوية معاملات الدفع والمعاملات في هذه الأوراق المالية.
- قبول طلبات البنوك الأجنبية من البنوك التي ترغب في العمل في أفغانستان.

## روابط خارجية
- دا أفغانستان البنك